# Hejná
Hejná (deutsch Heyna, 1939–45: Heinau) ist eine Gemeinde in Tschechien. Sie liegt vier Kilometer südwestlich von Horažďovice und gehört zum Okres Klatovy.

## Geographie

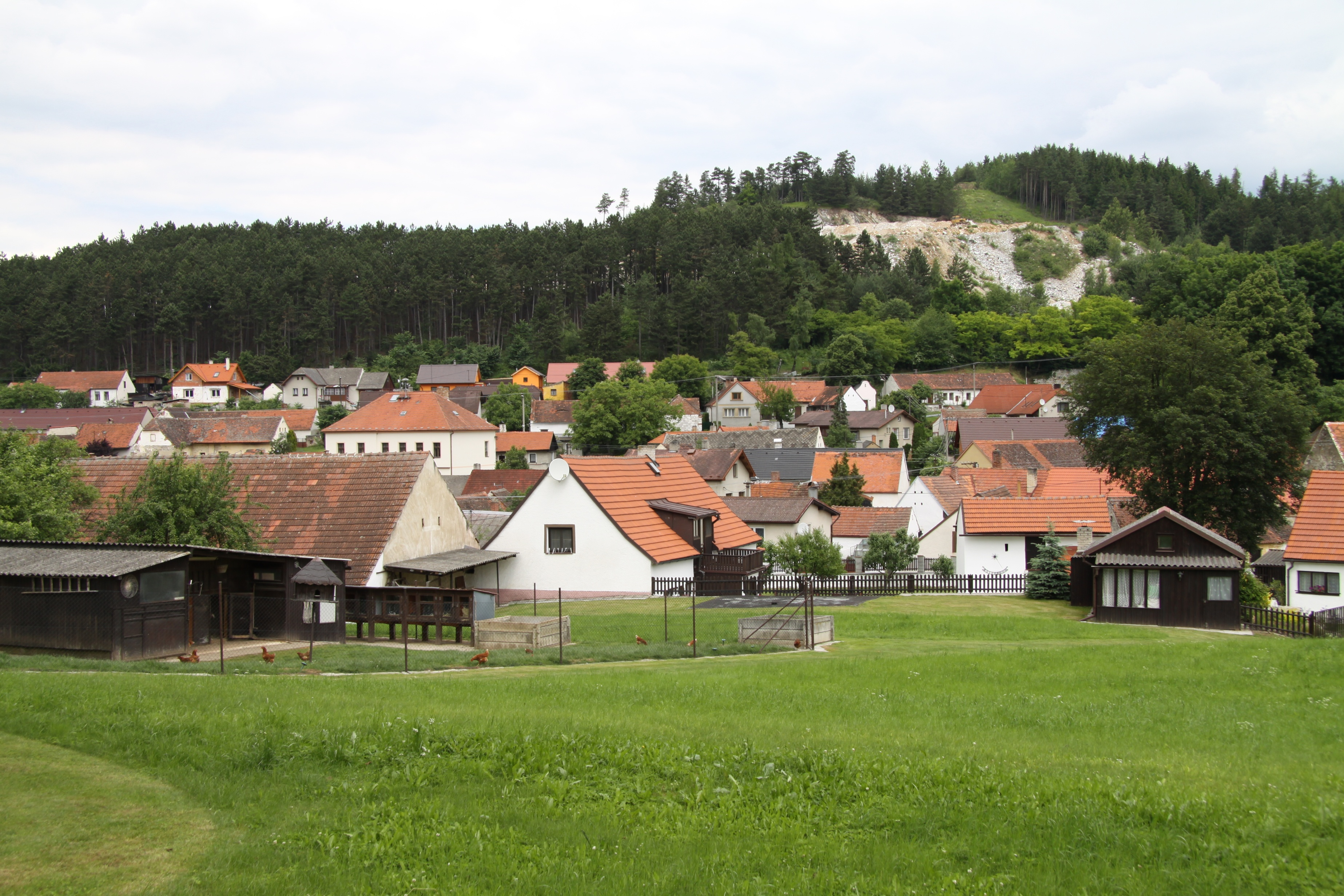
Ortsansicht von Hejná

Hejná befindet sich in den Šumavské podhůří (Böhmerwaldvorland). Das Dorf liegt am Oberlauf des Baches Hejenský potok auf einer Hochebene rechtsseitig über dem Otavatal. Im Norden erhebt sich die Radvanka, nordöstlich der Svitník (591 m), im Osten der Semeno (529 m), südöstlich die Kovářovka (583 m) und der Karlovecký hřbet (592 m), im Süden die Pučanka (617 m), südwestlich der Kozník (637 m) und der Ždánov (532 m), im Westen die Hůrka (486 m) sowie nordwestlich der Plešovec (542 m). Zwei Kilometer westlich des Dorfes verläuft die Bahnstrecke Horažďovice předměstí–Klatovy durch das Otavatal. Auf der Radvanka wird ein großer Kalksteinbruch betrieben.
Nachbarorte sind Nový Dvůr und Prácheň im Norden, Horažďovice, Boubín und Svaté Pole im Nordosten, Karlov, Kozlov und Veřechov im Osten, Kladruby, Kalenice, Karlovce und Kejnice im Südosten, Nezamyslice im Süden, Žichovice, Lázna und Čepice im Südwesten, Rabí und Bojanovice im Westen sowie Hliněný Újezd und Velké Hydčice im Nordwesten.

## Geschichte
Die erste schriftliche Erwähnung von Hejná erfolgte in einer Schenkungsurkunde des Herzogs Břetislav I. über 17 Dörfer des Prachiner Kreises vom 18. Oktober 1045 an das Benediktinerstift Breunau, bei der es sich jedoch um ein Breunauer Falsifikat aus dem 13. Jahrhundert handelt. Die Benediktiner ließen in Nezamyslice ein Tochterkloster errichten. Vor der ersten Belagerung der Burg Rabí durch die Hussiten wurde das Kloster Nezamyslice im Jahre 1420 durch das Heer von Jan Žižka niedergebrannt. Da auch das Mutterkloster zu Beginn der Hussitenkriege zerstört worden war, überließ Kaiser Sigismund die Güter des ehemaligen Klosters Nezamyslice in den 1420er Jahren an die Brüder Johann und Wilhelm d. J. von Riesenberg, die zu dieser Zeit auch die Herrschaft Raby als Pfand erhielten. Hejná wurde an Raby angeschlossen und ging 1437 schließlich in das Eigentum der Herren von Riesenberg über. Nachdem Půta Švihovský von Riesenberg die Herrschaft Prachin erworben hatte, ließ er um 1500 die von den Vorbesitzern dem Verfall überlassene Burg Prachin wiederherstellen. 1505 überschrieb er die Herrschaften Prachin und Horažďovice seiner Frau als Morgengabe. Später erbte sein Sohn Heinrich Švihovský von Riesenberg die Herrschaften und vereinigte sie. Sitz der Herrschaft wurde das Schloss Horažďovice; die Burg Prachin wurde ab 1558 als wüst bezeichnet. Die Švihovský von Riesenberg hielten den Besitz bis zur Schlacht am Weißen Berg. Der östliche Teil des heutigen Gemeindegebietes gehörte bis ins 17. Jahrhundert zu den Besitzungen der Ritter Boubínský von Újezd auf Boubín; an der Stelle des Hofes Karlov befand sich die Feste Zadní Újezd, auch Železný Újezd war nach Boubín untertänig.
Im Dreißigjährigen Krieg wurde die Gegend verwüstet, und das Dorf verödete. Nachfolgende Besitzer waren die Herren von Sternberg. Clara Bernardina von Sternberg, geborene von Maltzan, schaffte am 1. Juli 1714 die von den Untertanen in Hejná und Nezamyslice zu entrichtenden „Affensteuern“ (opičí dani) ab. 1719 verkauften die Herren von Sternberg die Herrschaft Horažďovice an Philippina von Thun und Hohenstein. Nachfolgende Besitzer waren zwischen 1721 und 1749 die Grafen von Mansfeld, danach bis 1752 Wenzel Maria Josef von Pötting und Persing und anschließend bis 1755 Heinrich Franz von Mansfeld und Fondi. 1755 erwarben die Fürsten Löwenstein-Wertheim die Herrschaft und stellten sie unter die Verwaltung der Administration der fürstlichen Löwensteinschen Güter in Wertheim. Am 6. März 1787 wurde Hejná von Malý Bor nach Nezamyslice umgepfarrt. Im Jahre 1800 erbten die Grafen von Rummerskirch die Herrschaft Horažďovice und errichteten in Horažďovice ein herrschaftliches Oberamt. Karl von Rummerskirch verkaufte die Herrschaft nach mehreren Fehlinvestitionen 1834 an Rudolf Kinsky von Wchinitz und Tettau, der sie der Fürstlich Kinskyschen Güterverwaltung unterstellte. Bis zur Mitte des 19. Jahrhunderts blieb Hejná immer der Herrschaft Horažďovice untertänig.
Nach der Aufhebung der Patrimonialherrschaften bildete Hajná / Heyna ab 1850 mit den Ortsteilen Boubín, Karlov, Železný Újezd und Velké Hydčice eine Gemeinde im Gerichtsbezirk Horažďowitz. Ab 1868 gehörte die Gemeinde zum Bezirk Strakonitz. Beide Ortsteile lösten sich 1877 los und bildeten eigene Gemeinden. 1887 begann der Bau der Eisenbahn von Horažďovice-Babín nach Klatovy, die im Jahr darauf den Betrieb aufnahm. 1889 pachteten der Pilsener Steinmetz Karl Falkenberg und der Müller Jaroslav Fürst aus Střelské Hoštice den Hügel Radvanka von der Gemeinde und eröffneten einen Kalksteinbruch. Das gewonnene Gestein wurde als Grauer Böhmerwaldmarmor vermarktet und vor allem für Denkmäler verwendet. Nach Falkenbergs Tod nahm Fürst František Trnka als neuen Compagnon auf. In Velké Hydčice errichteten sie eine Kalkbrennerei. Nachdem Fürst seinen Unternehmensanteil an František Trnka verkauft hatte, machte dieser seinen Bruder Karel zum Teilhaber und gründete das Unternehmen Bratři Trnkové (Gebrüder Trnka), das bald auf 20–30 Beschäftigte anwuchs. Zu der Brennerei in Velké Hydčice und zum Bruch auf der Radvanka kam wenig später noch ein zweiter Bruch an der Pučanka hinzu. 1899 verlängerte die Gemeinde den Pachtvertrag mit Bratři Trnkové unter den Konditionen einer vorzugsweisen Beschäftigung von Einwohnern des Ortes und dem Recht der Einwohner zum Brechen von Steinen als Baumaterial.
Seit dem Ende des 19. Jahrhunderts wird der tschechische Ortsname Hejná verwendet. Im Jahre 1902 nahm eine zweiklassige Dorfschule den Unterricht auf. 1905 entstand der Spar- und Darlehnsverein für Heyna und Umgebung. Drei Jahre später gründete sich die Freiwillige Feuerwehr. Der Steinbruchbetrieb musste während des Ersten Weltkrieges wegen Arbeitskräftemangels eingeschränkt und schließlich ganz eingestellt werden. 1920 wurde der Steinbruch an der Radvanka mit einer Vertragslaufzeit bis 1944 wieder verpachtet und im Jahre darauf wieder in Betrieb genommen. Im Zuge der Bodenreform von 1922 wurde der Großgrundbesitz der Familie Kinsky in Hejná, Boubín und Veřechov parzelliert. Der Hof Karlov wurde dabei an Josef Choda verkauft, dessen Nachfahren ihn noch immer besitzen. Ab 1949 gehörte Hejná zum Okres Horažďovice. Nach dessen Aufhebung wurde die Gemeinde 1960 dem Okres Klatovy zugeordnet. Železný Újezd wurde 1961 nach Kejnice umgemeindet und in Karlovce umbenannt. 1970 wurde die Schule in Hejná geschlossen. Im 30. April 1976 wurde Hejná nach Horažďovice eingemeindet. Seit dem 24. November 1990 besteht die Gemeinde Hejná wieder.

### „Affensteuern“
Den Überlieferungen nach sollen die „Affensteuern“ von Půta Švihovský eingeführt worden sein. Der Historiker August Sedláček erklärte sie als ein Futtergeld (opicné), wie es im Mittelalter in etlichen Dörfern der Gegend erhoben worden ist. Wilhelm von Strakonitz schaffte diese Abgabe auf seinem Gebiet bereits in der Mitte des 14. Jahrhunderts ab. Lediglich in den ehemaligen Klosterdörfern Hejná und Nezamyslice hatte diese Abgabe noch lange Zeit bestand und wurde durch den Sprachwandel, der opicné zu einem ungebräuchlichen Begriff machte, schließlich zu opičí dani („Affensteuern“).

## Gemeindegliederung
Für die Gemeinde Hejná sind keine Ortsteile ausgewiesen. Zu Hejná gehört die Einschicht Karlov (Karlshof).

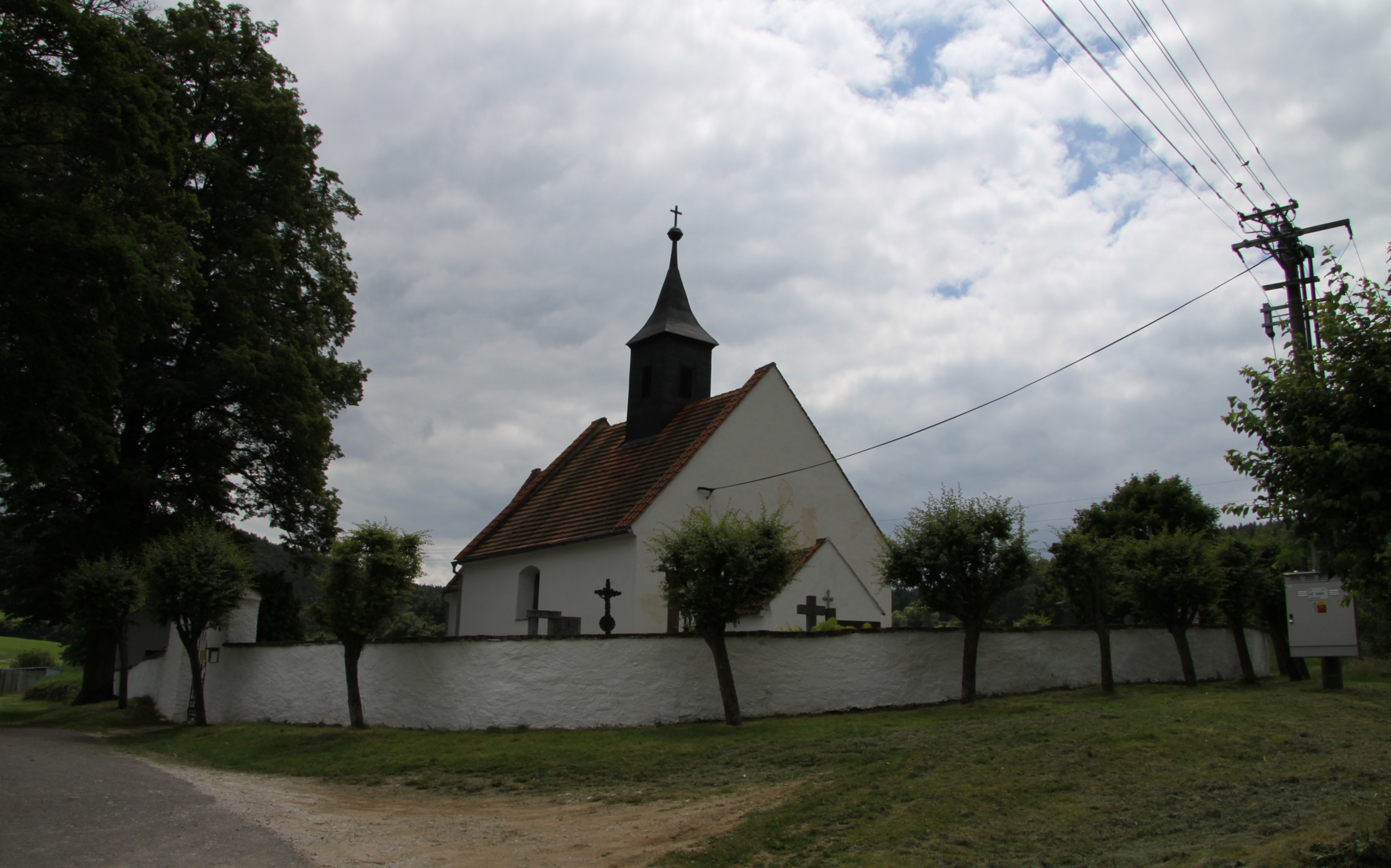
Kirche der Hll. Philippus und Jakobus

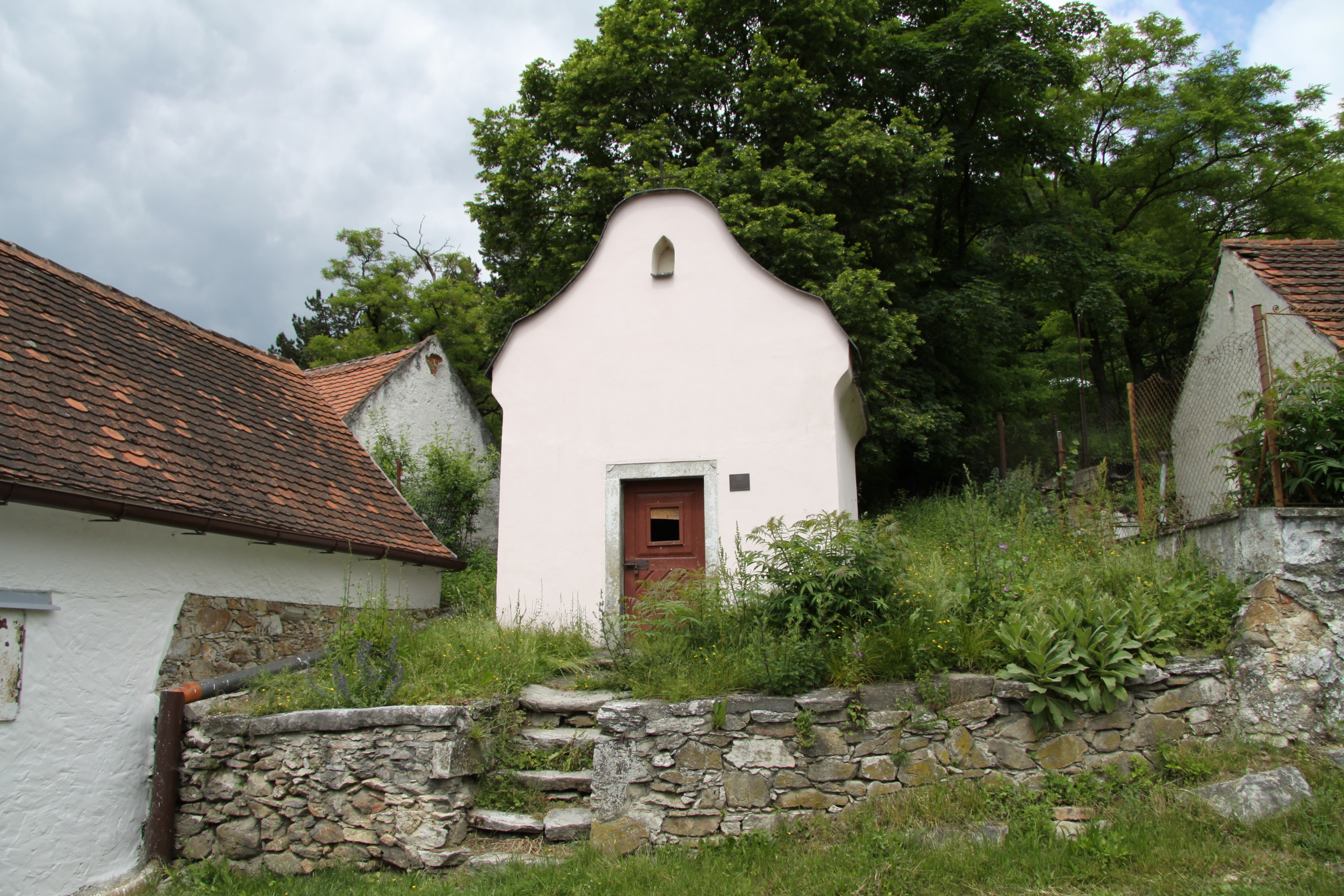
Kapelle

## Sehenswürdigkeiten
- Kirche der hll. Philippus und Jakobus, der in der zweiten Hälfte des 13. Jahrhunderts errichtete romanisch-gotische Bau steht am Hang der Pučanka auf einem erhöhten Platz am südlichen Ortsrand und wird von einem Friedhof umgeben
- Kapelle
- Reste von Goldseifen an der Otava
- Naturreservat Pučanka
- Naturlehrpfad, finanziert aus dem EFRE-Fonds der EU